# Зейналов, Эльчин Идаят оглы
Эльчин Идаят оглы Зейналов (азерб. Elçin Hidayət oğlu Zeynalov; род. 1 апреля 1948, Кировабад) — азербайджанский тренер по вольной борьбе, заслуженный тренер СССР, мастер спорта СССР, заслуженный деятель физической культуры и спорта Азербайджана (2008). Личный тренер олимпийского чемпиона Тогрула Аскерова.

## Биография
Эльчин Зейналов родился 1 апреля 1948 года в городе Кировабад (ныне — Гянджа). В 1968 году поступил на заочное отделение Института физкультуры имени Кирова.
В 1973 году Зейналов получил звание мастера спорта СССР, а в 1989 году — заслуженного тренера СССР.
В настоящее время является тренером по вольной борьбе. Многие его воспитанники, такие как Адиль Ибрагимов, Рза Халилов, Вусал Гасанов, Рагим Алиев, становились победителями и призёрами чемпионатов Европы и Кубков мира.
Распоряжением президента Азербайджана от 25 декабря 2008 года Эльчин Зейналов был удостоен почётного звания «Заслуженного деятеля физкультуры и спорта».
В 2012 году борец вольного стиля Тогрул Аскеров, личным тренером которого является Зейналов, стал олимпийским чемпионом, в 2015 году — победителем I Европейских игр, а в 2016 году — серебряным призёром Олимпиады.
В 2012 году за высокие достижения на ХХХ летних Олимпийских играх в Лондоне, а также за заслуги в развитии азербайджанского спорта Эльчин Зейналов был награждён орденом «Славы». В 2015 году за заслуги в развитии азербайджанского спорта Зейналов был награждён «Почётным дипломом президента Азербайджанской Республики». В 2016 году указом президента Азербайджана был награждён медалью «Прогресс».
Указом президента Азербайджана Ильхама Алиева от 5 ноября 2012 года Эльчин Идаят оглы Зейналов за заслуги в развитии спорта и физического воспитания Азербайджанской Республики был удостоен персональной пенсии.
В 2018 году награждён орденом «Олимпия» Национального олимпийского комитета Азербайджана.